# Nucléide

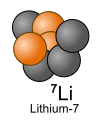
Vue artistique d'un nucléide de Lithium.

Un nucléide est une classe d'atomes dont le noyau possède le même nombre de protons, le même nombre de neutrons et le même état énergétique,. Le nucléide se différencie de l'isotope, qui n'est identifié que par son nombre de protons et de neutrons ; il peut exister plusieurs nucléides pour un même isotope.
Le mot « nucléide », forgé à partir du latin nucleus (« noyau »), a été proposé en anglais (nuclide) par Truman P. Kohman en 1947. Kohman a initialement suggéré « nucléide » comme désignant une « espèce de noyau » défini par son nombre de neutrons et de protons. Le mot a donc initialement été désigné pour concerner le noyau atomique.

## Notation
On représente un nucléide par un symbole, par exemple 14
6C pour le carbone 14.
Ce symbole est constitué du symbole de l'élément chimique (C dans l'exemple ci-dessus, le symbole du carbone), d'un indice à gauche représentant le nombre de protons (6 dans l'exemple) et d'un exposant à gauche représentant le nombre de nucléons (protons + neutrons, 6 + 8 = 14 dans l'exemple). Le nombre de protons étant aussi le numéro atomique, l'indice à gauche est souvent omis car il est implicitement défini par le symbole de l'élément (par exemple 14C pour le carbone 14, le carbone étant l'élément chimique de numéro atomique 6).

## Stabilité
Un grand nombre de nucléides sont instables. Comme ils sont radioactifs, on les appelle des radionucléides.
Dans la nature, il y a 252 nucléides stables et à peu près 85 nucléides instables. Les radionucléides naturels sont de deux types :
- les radionucléides primordiaux dont la demi-vie est au moins du même ordre de grandeur que l'âge de la Terre (4,6 × 109 années) et qui n'ont donc pas disparu complètement. Par exemple, l'isotope d'uranium le plus répandu, 238U, a une demi-vie de 4,5 × 109 années ;
- les radionucléides radiogéniques ou cosmogéniques dont la demi-vie est courte, mais qui sont produits en permanence, soit par la décomposition radioactive d'un radionucléide primordial (chaîne de désintégration), soit par des réactions nucléaires dues aux rayons cosmiques. Par exemple, le radium 226 qui n'a une demi-vie que de 1 609 années est naturellement présent en tant que descendant de l'uranium 238. Le béryllium 10 (demi-vie : 1,39 Ma) et le carbone 14 (demi-vie : 5 730 ± 40 ans) sont quant à eux produits dans l'atmosphère à partir de l'azote 14 et s'accumulent au sol à travers les précipitations pour l'un et la synthèse chlorophyllienne pour l'autre.

Par ailleurs, environ 3 000 nucléides instables ont été produits par des méthodes artificielles.

## Relations entre nucléides

### Isotopes
Les nucléides d'un élément chimique particulier avec le même numéro atomique mais des nombres de neutrons différents s'appellent isotopes de cet élément. Avant que le terme isotope ne soit accepté officiellement (dans les années 1950), il était utilisé de façon vague et pouvait désigner un nucléide particulier.

### Isobares
Des nucléides de nombre de masse égal mais de numéro atomique différent — autrement dit de même nombre de nucléons mais de nombres de protons différents — s'appellent des isobares.

### Isomères
Les isomères d'un même isotope ont le même nombre de protons et de neutrons mais des énergies  différentes (des défauts de masse différents), avec une demi-vie significativement longue (par exemple les deux états de 99Tc montrés sous le schéma de désintégration).
| Désignation         | Caractéristiques                                                          | Exemples | Remarques                     |
| ------------------- | ------------------------------------------------------------------------- | --- | ----------------------------- |
| Isotopes            | Même nombre de protons.                                                   | {\displaystyle {}_{\ 6}^{12}\operatorname {C} }, {\displaystyle {}_{\ 6}^{13}\operatorname {C} }                                                  |                               |
| Isotones            | Même nombre de neutrons.                                                  | {\displaystyle {}_{\ 6}^{13}\operatorname {C} }, {\displaystyle {}_{\ 7}^{14}\operatorname {N} }                                                  |                               |
| Isobares            | Même nombre de masse.                                                     | {\displaystyle {}_{\ 7}^{17}\operatorname {N} }, {\displaystyle {}_{\ 8}^{17}\operatorname {O} }, {\displaystyle {}_{\ 9}^{17}\operatorname {F} } | Voir désintégration bêta.     |
| Noyaux miroirs      | Nombre de neutrons et de protons échangés.                                | {\displaystyle {}_{1}^{3}\operatorname {H} }, {\displaystyle {}_{2}^{3}\operatorname {He} }                                                       |                               |
| Isomères nucléaires | Mêmes nombres de neutrons et de protons, mais états d'énergie différents. | {\displaystyle {}_{43}^{99}\operatorname {Tc} }, {\displaystyle {}_{\ 43}^{99m}\operatorname {Tc} }                                               | Stable ou de grande demi-vie. |